# Жангожин, Жумабек
Жумабе́к Жанго́жин (каз. Жумабек Жанғожин; 21 октября 1931, село Подпуск, Лебяжинский район, Павлодарская область, Казахская ССР — 1 января 1988, село Бескарагай, Лебяжинский район, Павлодарская область, Казахская ССР) — казахский государственный, партийный и общественный деятель, старший чабан овцеплемсовхоза «Бескарагайский» Лебяжинского района Павлодарской области, Казахская ССР. Герой Социалистического Труда (1966). Лауреат Государственной премии Казахской ССР (1975). Депутат Верховного Совета Казахской ССР 7-го созыва.

## Биография
Родился в 1931 году в крестьянской семье в селе Подпуск (сегодня не существует) Лебяжинского района. Получил начальное образование. С 1947 года — помощник чабана в совхозе «Бескарагайский» Лебяжинского района. С 1954 года член КПСС. За выдающиеся трудовые достижения по итогам работы в 1957 году был награждён Орденом «Знак Почёта».
С 1961 года — старший чабан. Ежегодно показывал высокие трудовые результаты в овцеводстве. В 1962—1965 годах выращивал не менее по 111 ягнят от каждой сотни овцематок и настригал 6,26 — 8,37 килограмма шерсти с каждой овцы. По итогам Семилетки (1959—1965) занял передовое место в социалистическом соревновании среди чабанов Лебяжинского района и Павлодарской области. Его имя было занесено в Книгу почёта Казахской ССР и Книгу трудовой славы Павлодарской области. Указом Президиума Верховного Совета СССР от 22 марта 1966 года удостоен звания Героя Социалистического Труда за «достигнутые успехи в развитии животноводства, увеличении производства и заготовок мяса, молока, яиц, шерсти и другой продукции» с вручением ордена Ленина и золотой медали «Серп и Молот» (№ 11271).
В последующие годы продолжал показывать высокие трудовые результаты. По итогам работы в зимний период 1972—1973 годов награждён Орденом Октябрьской Революции. Занимался селекционной работой. В 1975 году был удостоен Государственной премии Казахской ССР в области животноводства. В 1984 году получил авторское свидетельство на новую заводскую линию барана-производителя породы североказахской меринос.
В 1986 году получил от каждой сотни овцематок в среднем по 150 ягнят.
Неоднократно участвовал в работе Всесоюзной выставки ВДНХ. Избирался членом Павлодарского обкома Компартии Казахстана, депутатом Верховного Совета Казахской ССР 7-го созыва (1967—1971), Павлодарского областного и Лебяжинского районного Советов депутатов трудящихся, делегатом XIV съезда профсоюзов СССР (1968), XV съезда Компартии Казахстана (1981), XXVII съезда КПСС (1986). Удостаивался почётных званий «Ударник пятилетки» по итогам 9 — 11 пятилеток, «Победитель социалистического соревнования», «Лучший чабан области» и «Лучший чабан республики».
После выхода на пенсию проживал в селе Бескарагай Лебяжинского района. С 1987 года — персональный пенсионер союзного значения. Умер в январе 1988 года.
Память
- В селе Аккулы Аккулинского района установлен памятный знак на Аллее Героев.
- Его именем названа улица в селе Бескарагай.
- В 1978 году в Павлодарской области учреждался турнир по вольной борьбе в его честь.

Награды
- Герой Социалистического Труда
- Орден Ленина
- Орден Октябрьской Революции (06.09.1973)
- Орден «Знак Почёта» (29.03.1958)
- Медаль «За освоение целинных земель» (20.10.1956)
- Золотая (10.06.1987), серебряная (22.06.1979) и бронзовая (23.04.1985) медали ВДНХ
- Лауреат Государственной премии Казахской ССР в области животноводства (1975)
- Отличник социалистического соревнования (26.02.1976)
- Мастер животноводства 1-го класса (1966)